# Gabriel Allon
Gabriel Allon è un personaggio immaginario letterario, protagonista dei romanzi di spionaggio dello scrittore statunitense Daniel Silva. Allon è un agente segreto israeliano impegnato in missioni ambientate in un contesto di terrorismo islamico, o in Russia contro criminalità organizzata, oppure in avventure che si riferiscono ad eventi storici della Seconda Guerra Mondiale e dell'Olocausto.
I personaggi principali della serie fanno riferimento al proprio datore di lavoro con l'appellativo "L'Agenzia (The Office)", sebbene non si specifichi mai che sia il Mossad (nonostante il fatto che nella realtà, internamente nella comunità dei servizi segreti israeliani, il Mossad venga colloquialmente chiamato HaMisrad [in ebraico עברית: המשרד‎?] che letteralmente si traduce in italiano con "l'Ufficio" ). La carriera di Allon iniziò nel 1972 quando, insieme ad altri agenti, fu richiamato dalla vita civile a partecipare all'Operazione Ira di Dio, un atto di vendetta contro coloro che furono responsabili dell'assassinio degli atleti israeliani a Monaco.

## Il personaggio
Secondo Silva, Allon è un sabra di madrelingua tedesca. Cresciuto nella Piana di Esdraelon (Israele) da genitori ebrei laici, non aveva familiarità con le pratiche religiose ebraiche fino a quando non ne venne in contatto da adulto, nell'osservanza dello Shabbat, quando si accendono le candele il venerdì sera al tramonto. Che i suoi genitori, e nello specifico sua madre, siano sopravvissuti dell'Olocausto è un particolare presente in tutta la serie, che viene spesso richiamato dalla riluttanza di lei a parlarne, e fa parte del bagaglio di esperienze che rende Allon una spia efficiente e un maestro di segreti. Non si sa molto del padre, oltre al fatto che sia morto durante la Guerra dei sei giorni ed un sopravvissuto dell'Olocausto (come sua moglie) nato e cresciuto a Monaco. Secondo il suo capo Shamron, il nome di Gabriel fu scelto per una precisa ragione: "Tua madre ti ha chiamato Gabriel per una ragione. Michele è l'angelo più importante, ma tu, Gabriel, sei il più potente. Tu sei colui che difende Israele contro i suoi accusatori. Tu sei l'angelo del giudizio -- il Principe di Fuoco."
Diversi libri della serie fanno riferimento alla versatilità linguistica di Allon e confermano che sia fluente in inglese, francese, tedesco, ebraico e italiano, passabile anche in arabo e spagnolo. Nel romanzo The Prince of Fire, Silva fa sapere ai suoi lettori che il tedesco è la lingua madre di Allon e rimane la lingua in cui sogna. Secondo le recensioni della stampa riguardo al romanzo The English Girl (La ragazza inglese) (2013), Allon è sulla sessantina.
Il nonno di Allon era un rinomato pittore espressionista residente a Berlino, morto a Auschwitz nel gennaio 1943; il suo talento passò alla madre di Allon e ad Allon stesso. Di leva nell'esercito israeliano, Allon scelse di lasciare l'esercito alla fine del periodo obbligatorio e si iscrisse all'Accademia di belle arti Bezalel, rifiutando un posto offertogli nell'unità militare di Forze speciali. Fu a Gerusalemme nel 1972 che Shamron lo avvicinò alla Bezalel per invitarlo ad unirsi all'Agenzia (The Office) e a partecipare ad un'operazione israeliana di "retribuzione" contro Settembre Nero in rappresaglia del massacro di Monaco alle Olimpiadi del 1972. Gabriel divenne quindi uno dei principali assassini dell'operazione svolta in tutta Europa e che durò tre anni, provocando un suo drastico arresto di carriera come pittore. Tuttavia Allon ritornò ai suoi studi, continuando però ad operare come agente segreto, e diventando poi anche un restauratore d'arte basato in Italia e nel Regno Unito – attività usata spesso come copertura.
Nel gennaio 1991, mentre era in missione a Vienna, l'auto di Allon esplose a causa di una bomba piazzata dagli avversari, provocando la morte di suo figlio e ferendo gravemente sua moglie Leah, che sopravvisse e venne ricoverata in un ospedale psichiatrico sul Monte Herzl, non lontano dalla tomba del figlio sul Monte degli Olivi. Allon si risposerà molti anni dopo la tragedia, con l'italiana Chiara, anch'essa agente della sua stessa organizzazione.

## Amici e colleghi

### Squadra d'azione
Il team d'azione guidato da Allon ha il nome in codice Barak (in ebraico בָּרָק‎?), parola ebraica che significa fulmine, e quasi tutti i membri della sua squadra hanno un ruolo specifico negli episodi della serie. Tra questi ci sono:
- Ari Shamron — già direttore dell'Ufficio. Ebreo di origini polacche proveniente da Leopoli, i suoi genitori lo trasferirono a Israele prima della Seconda Guerra Mondiale, quando era ancora un adolescente, e fu quindi l'unico della famiglia a sopravvivere all'Olocausto. Shamron è una figura centrale per Allon, suo mentore e tutore, che lo reclutò come agente dell'Ufficio per l'Operazione Ira di Dio. Conosciuto da tutti gli operativi col soprannome Memuneh (ebraico di "il responsabile"). Ufficialmente in pensione, in realtà tira ancora le redini dell'organizzazione che ha creato e diretto per decenni.[7] Sebbene il personaggio di Shamron sia chiaramente fondato su fatti storici dei servizi segreti israeliani, non viene mai identificato con un corrispondente nella realtà attuale. Silva ha però dichiarato in un'intervista che Shamron è un insieme di diverse figure storiche tra cui Isser Harel, capo del Mossad quando venne catturato Eichmann.[9] Dopo questa dichiarazione, Harel espresse il desiderio di incontrare Silva, ma non fece in tempo prima di morire.[9]
- Chiara Allon (nata Zolli) — moglie italiana di Allon e già agente dell'Ufficio, incontrata per la prima volta nell'episodio The Confessor. Donna bellissima ed intelligente, è figlia del rabbino capo di Venezia.[10] Dopo quello che successe alla prima moglie e al figlio durante l'attentato di Vienna, Allon fatica ad innamorarsi di un'altra donna, come anche a decidersi di sposarsi nuovamente: ci vorranno molti anni prima che si decida, anche dopo costanti pressioni da parte di Shamron e consorte.[1] Chiara assiste Gabriel nella sua attività di restauratore, ma lo salva anche da situazioni critiche durante operazioni pericolose (vedi quando gli salva la vita a Roma).[11]
- Uzi Navot – appare sin dai primi episodi quale responsabile della base operativa di Parigi, poi gradualmente in carriera verso i primi posti direttivi dell'Ufficio, infine direttore generale negli ultimi romanzi. Anch'egli figlio di sopravvissuti dell'Olocausto e di estrazione viennese, è fluente in molte lingue ed è sposato a Bella, una professoressa universitaria in Israele.
- Eli Lavon — già agente dell'Ufficio, è ora docente di archeologia biblica alla Università Ebraica di Gerusalemme e spessdo presente a scavi in varie aree della zona. È un abile specialista della sorveglianza e del pedinamento, che ha accompagnato Allon in molte missioni ed è il suo collaboratore più anziano e stimato.
- Shimon Pazner – capo missione a Roma, assiste Allon durante operazioni che si svolgono nell'area mediterranea.
- Dina Sarid — analista ricercatrice dell'Ufficio, motivata soprattutto da un attacco subito da parte di un bombarolo suicida che l'ha permanentemente menomata e ha ucciso sua madre e due sorelle. Ha una conoscenza enciclopedica di nomi, volti e date degli attacchi terroristici e fa parte stabile della squadra di Allon, che ogni volta si riunisce velocemente per affrontare nuove importanti operazioni.[7]
- Rimona Stern — nipote di Shamron e che Allon conosce da quando era bambina. Parte dell'intelligence militare IDF, fa parte del gruppo che si occupa in particolare delle ambizioni nucleari dell'Iran.[7]
- Mikhail Abramov — ufficiale israeliano delle forze speciali Sayeret Matkal, nato a Mosca (Russia) e attualmente "in prestito" all'Ufficio. Descritto da Allon come privo di coscienza, ha smantellato una gran parte degli scaglioni superiori di Hamas e della Jihād Islamica "praticamente da solo".[7] È coinvolto romanticamente con Sarah Bancroft.
- Yaakov Rossman — agente dello Shabak che opera nel dipartimento degli Affari Arabi, controllando gli agenti e gli informatori di Gaza e della Cisgiordania. Parla fluentemente l'arabo ed è un abile "interrogatore".
- Oded — agente di lingua tedesca spesso utilizzato da Gabriel quale operativo factotum, specializzato in azioni dirette (e spesso letali) e in coppia con Mordecai.
- Mordecai — lavora insieme a Oded sotto la direzione di Allon. Specializzato in tecnologie sofisticate e risolutore di problemi operativi nel team di Gabriel, si concentra sulla sorveglianza veicolare, le comunicazioni ed i dispositivi elettronici.[8]

### Altri
- Sarah Bancroft — agente della CIA che ha operato insieme a Gabriel e alla sua squadra in diverse missioni. Figlia di un ricco dirigente della Citibank, ha frequentato le scuole più lussuose dell'Europa occidentale, per poi laurearsi in Belle Arti al Courtauld Institute of Art di Londra e ottenere un Ph.D. ad Harvard con una tesi dottorale sugli espressionisti tedeschi. Dopo gli attentati dell'11 settembre 2001 (in cui venne ucciso il suo fidanzato), fece domanda per entrare nella CIA.
- Graham Seymour — vicedirettore generale di MI5 prima e direttore dell'MI6 successivamente, educato a Oxbridge e molto prammatico riguardo ai limiti operativi della sua organizzazione. Molto più anziano di Allon, e molto attento alle correnti politiche interne a MI5/MI6. Spesso esita a concedere il permesso a Gabriel di svolgere azioni in territorio britannico, e subito prende le distanze quando operazioni coordinate in collaborazione non hanno successo.
- Adrian Carter – da tempo direttore delle operazioni alla CIA, in seguito direttore dei "servizi clandestini". Poliglotta, collabora da anni con Shamron in svariate operazioni internazionali ed ha una forte amicizia professionale e personale con Seymour.
- Julian Isherwood — ebreo tedesco proprietario della galleria d'arte londinese Isherwood Fine Arts, specializzata in Maestri del Rinascimento. Reclutato da Shamron quale sayan (collaboratore) negli anni 1970 con lo scopo preciso di facilitare e sostenere l'identità falsa di Allon che va sotto il nome di Mario Delvecchio, restauratore espatriato italiano con base in Cornovaglia.[8]

## "Realtà" letteraria
I libri di Silva non sono mai espliciti sulle date di quando si svolge l'azione, sebbene a volte ci siano riferimenti ad episodi realmente accaduti, come per esempio i cambiamenti nella presidenza degli Stati Uniti. Nel romanzo The Fallen Angel (L'angelo caduto), Allon fa riferimento al suo primo incontro con la futura moglie Chiara dieci anni prima, che coincide approssimativamente con la pubblicazione annuale di ciascun libro. Tuttavia alcuni titoli, specialmente Moscow Rules (Le regole di Mosca) e The Defector (Il disertore) sono cronologicamente ambientati a breve distanza l'uno dall'altro.
In alcuni notiziari televisivi e articoli di cronaca, la serie di Allon viene citata in concomitanza con eventi criminosi reali, e ci si chiede se tali eventi verranno poi a far parte delle avventure dell'agente segreto israeliano.
Spie reali che potrebbero aver ispirato alcuni elementi della biografia fittizia di Allon sono gli agenti segreti israeliani Peter Malkin (1927–2005) che partecipò alla cattura di Adolf Eichmann in Argentina nel 1960, e Mike Harari (1927–2014), che fu uno dei partecipanti all'Operazione Entebbe.

## Romanzi
1. Il restauratore (The Kill Artist, 2000) (Arnoldo Mondadori Editore, 2001)
2. L'inglese (The English Assassin, 2002) (Mondadori, 2002)
3. (The Confessor, 2003)
4. (A Death in Vienna, 2004)
5. (Prince of Fire, 2005)
6. The messenger. Terrore in Vaticano (The Messenger, 2006) (Vertigo, 2008)
7. (The Secret Servant, 2007)
8. Le regole di Mosca (Moscow Rules, 2008) (Giano, 2010 - Beat, 2011)
9. Il disertore (The Defector, 2009) (Giano, 2011)
10. Il caso Rembrandt (The Rembrandt Affair, 2010) (Giano, 2012)
11. Ritratto di una spia (Portrait of a Spy, 2011) (Giano, 2013)
12. L'angelo caduto (The Fallen Angel, 2012) (Giano 2014)
13. La ragazza inglese (The English Girl, 2013) (Giano, 2014)
14. Il caso Caravaggio (The Heist, 2014) (Neri Pozza, 2015)
15. La spia inglese (HarperCollins 2016) - The English Spy (2015)
16. La vedova nera (HarperCollins 2017)
17. La casa delle spie (HarperCollins2018)
18. L'altra donna (HarperCollins 2019)
19. La ragazza nuova (HarperCollins 2020)
20. L'ordine (HarperCollins 2021)
21. Il violoncellista (HarperCollins 2022)
22. Ritratto di donna sconosciuta (HarperCollins 2023)
23. Il collezionista (HarperCollins 2024)